# Digitale amateurtelevisie
Digitale amateurtelevisie (D-ATV of DATV) is een vorm van televisie die wordt gebruikt door zendamateurs op de frequentiebanden vanaf de 70cm-amateurband (boven de 430 MHz).
D-ATV is een moderne digitale communicatiemethode die in de meeste gevallen gebaseerd is op de zogenaamde DVB-S-standaard, die onder andere ook voor commerciële satelliettelevisie wordt gebruikt. Deze standaard maakt gebruik van een digitale modulatievorm die bekend is als QPSK: de digitale informatie wordt gecodeerd in de fase van de hoogfrequente draaggolf. Omdat een digitaal signaal in principe gevoelig is voor storingen, worden er bij DVB-S diverse foutcorrigerende technieken (FEC: afkorting van Forward Error Correction) toegepast om het signaal zo betrouwbaar mogelijk over te brengen. Bij DVB-S en dus ook bij D-ATV wordt gebruikgemaakt van Reed-Solomoncodering, convolutional interleaving, convolutional encoding in combinatie met puncturing. Buiten de speciale modulatievorm die vereist is, dienen de video- en audiosignalen ook eerst gedigitaliseerd en gecomprimeerd te worden door middel van een MPEG-2-encoder.

## Voor- en nadelen
Een groot voordeel van digitale amateurtelevisie is dat er altijd perfecte kwaliteit van beeld en geluid is wanneer het signaal bij de ontvanger sterk genoeg is. Er zijn dus geen gradaties in beeldkwaliteit, zoals bij analoge amateurtelevisie. Een ander voordeel is dat de vereiste signaal-ruisverhouding bij de ontvanger over het algemeen genomen lager mag zijn dat bij analoge amateurtelevisie. Dit komt doordat bij digitale amateurtelevisie meer informatie in een kleinere bandbreedte wordt gestopt.
Een nadeel van digitale amateurtelevisie is dat er speciale apparatuur voor nodig is. Om een D-ATV-signaal te kunnen ontvangen, is er ook een speciale ontvanger nodig. Omdat er door amateurs gebruik wordt gemaakt van dezelfde standaard als die van de commerciële digitale satelliettelevisie, kunnen er commercieel verkrijgbare DVB-S-satellietontvangers (settopboxen) gebruikt worden.